# Karl Moritz Diesing
Karl Moriz Diesing (o Karl Moriz Diesing, o Carl Moritz Diesing) (16 de junio de 1800 – 10 de junio de 1867) fue un naturalista y zoólogo austríaco , especializado en el estudio de la Helmintología. Llegó a curador del Museo de Historia Natural de Viena.
Sus principales obras fueron Systema Helminthum (2 vols., Ed. Vindobonae (Viena) 1850–1851), y Revision der Nematoden (1861), Abtheilung: Cyclocotyleen [revisión de los cefalocotileanos. División: ciclocotileanos]. Viena: Sitzungsberichte der Akademie der Wissenschaften Viena, mathematisch-naturwissenschaftliche Klasse. 1863;49:357–430
En su Art. "Versuch einer monographie der Gattung Pentastoma" (Ann. Wien Mus. Naturges. 1836, 1–32) establece por primera vez el establecer la distinta naturaleza de Pentastomida, colocándolos en un nuevo grupo que llamó Acanthotheca.
- La abreviatura «Diesing» se emplea para indicar a Karl Moritz Diesing como autoridad en la descripción y clasificación científica de los vegetales.[1]

Identificó y clasificó a especies del género Verticordia de la familia Myrtaceae.

## Abreviatura (zoología)
La abreviatura Diesing  se emplea para indicar a Karl Moritz Diesing como autoridad en la descripción y taxonomía en zoología.